# Laurasie

Carte des terres émergées au Trias.

La Laurasie ou Laurasia est un supercontinent qui se sépara du reste de la Pangée (appelé dès lors Gondwana) durant le Mésozoïque. La Laurasie se divise à son tour en Eurasie et Amérique du Nord il y a environ 65 millions d'années, avec l'ouverture de l'Atlantique nord.
Son nom provient de l'association des zones géographiques « Laurentides » et « Asie ».
Il ne faut pas la confondre avec la Laurussia, continent du Dévonien, antérieur à la formation de la Pangée.